# Kung Fu Fighting
Kung Fu Fighting é uma famosa canção do jamaicano Carl Douglas. Douglas foi o primeiro artista jamaicano a chegar ao topo das paradas musicais estadunidenses, o que ocorreu em 1974.